# .tgz
.tgz (anche .tar.gz), in informatica, indica un'estensione sintetica, utilizzata per file archivio nella compressione dati con gzip.

## Descrizione
È formata da soli tre caratteri come nello standard DOS, per identificare un insieme di file archiviati con tar e in seguito compressi con gzip. Solitamente, nell'ambito Unix, l'estensione si presenta nella sua forma completa .tar.gz. È molto comune nel mondo UNIX e GNU/Linux per distribuire pacchetti composti da più file (solitamente programmi in formato sorgente).
La presenza della doppia estensione è dovuta alla capacità di gzip di comprimere solo singoli file. Se è quindi necessario archiviare un insieme di più file questi andranno prima riuniti in un unico archivio con tar (che però non effettua alcuna compressione) e quindi compressi con gzip. Spesso il file così creato viene gergalmente definito tarball.

## Utilizzo
Il formato tgz era molto utilizzato in ambito UNIX per la diffusione dei programmi in formato sorgente (il kernel Linux ad esempio era distribuito in questo formato). Attualmente sta diffondendo l'utilizzo del programma di compressione bzip2 che presenta maggiori capacità di compressione rispetto a gzip, i cui file hanno estensione .tar.bz2. L'avvento di software di pacchettizzazione quali deb o rpm ha inoltre relegato il tgz a un utilizzo sempre più sporadico. Soltanto la distribuzione Slackware ha utilizzato esplicitamente il formato tgz per i suoi pacchetti, gestendoli però attraverso il programma pkgtool in grado di decomprimerli in maniera trasparente e di eseguire automaticamente un eventuale script di installazione presente nell'archivio stesso, Patrick Volkerding a partire da Slackware 13.0 ha però abbandonato il formato tgz a favore del formato txz.
Altre distribuzioni Linux, pur appoggiandosi al formato di compressione gzip ed all'uso dei tarball, cambiano poi l'estensione del prodotto, dando l'impressione di trovarsi di fronte ad un file di tipo diverso. È il caso, ad esempio, dei pacchetti di Arch Linux.